# Matthew Spiranovic
Matthew Thomas Spiranovic (chorvatsky Matthew Špiranović; * 27. června 1988) je bývalí australský fotbalista a reprezentant chorvatského původu.

## Reprezentační kariéra
V A-mužstvu Austrálie přezdívaném Socceroos debutoval v roce 2008.

Zúčastnil se MS 2014 v Brazílii, kde Austrálie skončila bez zisku jediného bodu na posledním čtvrtém místě v základní skupině B.
S národním týmem Austrálie vyhrál domácí Mistrovství Asie v roce 2015.

## Statistiky
Reprezentační starty Matthewa Spiranovice v A-mužstvu Austrálie
Platné k r. 2014
| Austrálie | Austrálie | Austrálie |
| Roky      | Záp.      | Góly      |
| --------- | --------- | --------- |
| 2008      | 2         | 0         |
| 2009      | 2         | 0         |
| 2010      | 1         | 0         |
| 2011      | 7         | 0         |
| 2012      | 4         | 0         |
| 2013      | 0         | 0         |
| 2014      | 5         | 0         |
| Celkem    | 21        | 0         |